# ヴォルガの船曳き
『ヴォルガの船曳き』（ヴォルガのふなひき、露: Бурлаки на Волге）は、ロシアの画家イリヤ・レーピンにより1870年 - 1873年に描かれた絵画である。レーピンの初期の代表作であり、風俗画に分類される。
『ボルガの曳舟人夫たち』などともいう。サンクトペテルブルクにあるロシア美術館に収蔵されている。

## 船曳きという労働
河川での船の運航は、動力がなかった時代には、下流へ行く場合は風を帆に受けたり、風がなくても川の流れに乗って進むことができたが、流れに逆らって上流へのぼるには、人や馬が曳くしかなかった。船曳き人夫らは、主に春と秋に、それぞれ皮や布でつくった幅広のベルトを身体に巻いて、何時間も何日間も岸辺や浅瀬を歩き続けて船を曳いた。船曳きと呼ばれるこうした労働は、1929年にソビエト連邦の政府によって正式に禁止されるまで続けられた。
船曳き労働を最も必要とした川は、ヴォルガ川である。ヴォルガ河畔にあるルイビンスクは、「船曳きの首都」とも呼ばれていた。船曳き人夫らは、気分を盛り上げるために、「ヴォルガの船曳き歌」などの歌を歌いながら船を曳いた。

## 作品
船曳き労働の過酷さ、ひいては、圧政に苦しみ虐げられる民衆の姿を描いたのが本作である。遠くに蒸気船が見えることから、帆船の時代がすでに終わっていることがわかる。それでも人が船を曳いているのは、そのほうが安上がりであったためである。
レーピンは、人夫らが船を曳いている様子を的確に描写するために、数十にも及ぶスケッチを行った。スケッチが行われた場所としては、サマーラに近いシリャエヴォ村（北緯53度24分57.5秒 東経50度01分14.4秒 / 北緯53.415972度 東経50.020667度）が知られている。
本作に描かれた人物は、すべて実在の人物をモデルにしており、それぞれについて独特なキャラクターを見出すことができる。たとえば、本作の中で先頭に位置している人物は、カーニンという元破門僧である。しかし、モデルの多くは本作が完成して間もなく他界している。
本作は、1873年に開催されたウィーン万国博覧会に出品された。

## 由来

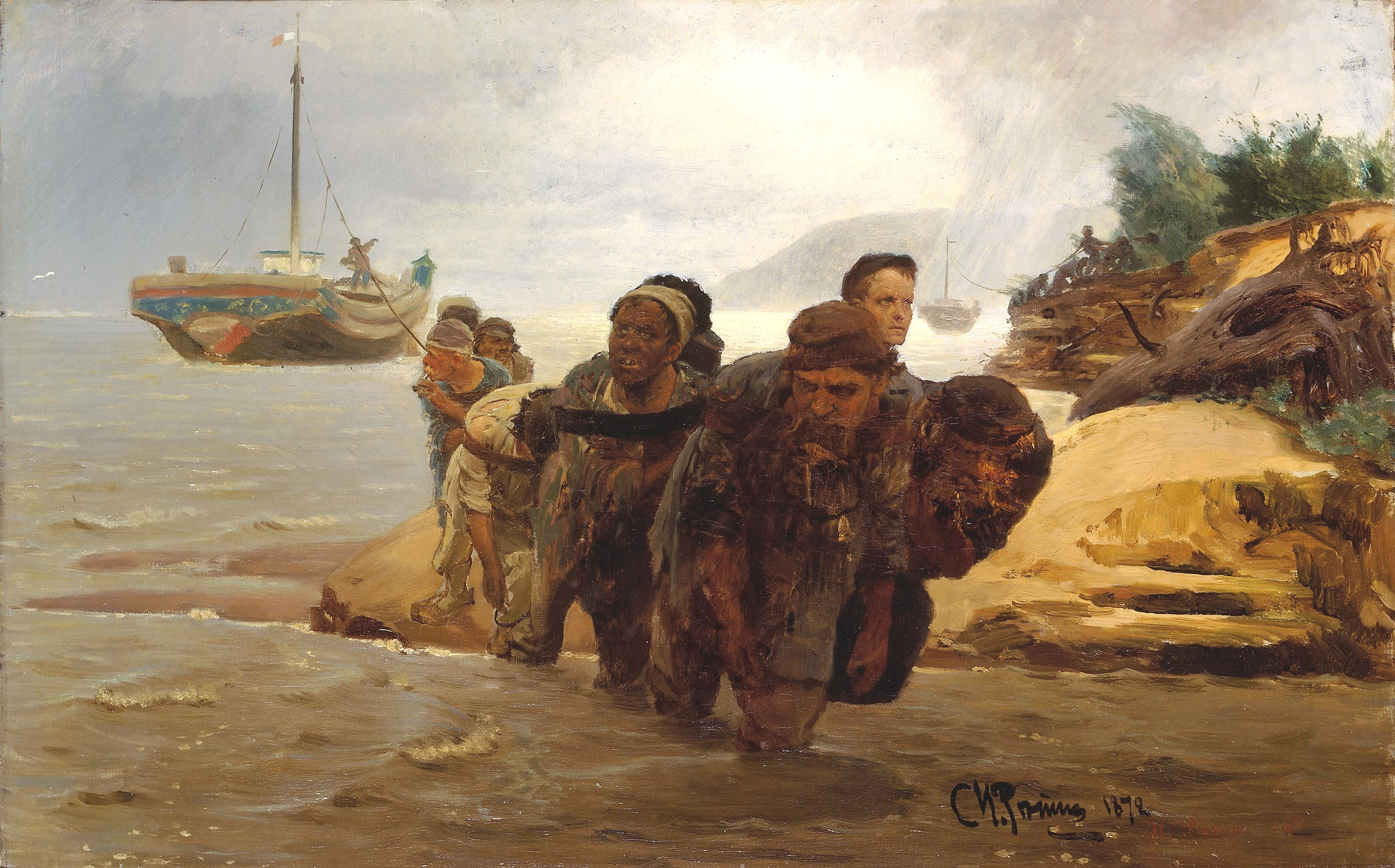
『浅瀬を行く船曳き』

1870年に、ロシア皇帝アレクサンドル3世の弟に当たるウラジーミル・アレクサンドロヴィチから絵の注文を受け、1873年に完成させた。ウラジーミル・アレクサンドロヴィチが本作を買い上げ、レーピンの画才を賞賛しており、彼はこの作品で名声を確かなものにした。
『ヴォルガの船曳き』を完成させる前の1872年、レーピンは『浅瀬を行く船曳き』という作品を制作しており、これは、モスクワにあるトレチャコフ美術館に収蔵されている。

## 評価
小説家のフョードル・ドストエフスキーは、その著書『作家の日記』の中で、『ヴォルガの船曳き』について、芸術における真実の勝利であるとして高く評価している。

## 関連文献
- イリヤー・レーピン 著、松下裕 訳『ヴォルガの舟ひき』中央公論新社〈中公文庫〉、1991年。